# Trung Kiên (xã)
Trung Kiên là một xã thuộc huyện Yên Lạc, tỉnh Vĩnh Phúc, Việt Nam.
Xã Trung Kiên có diện tích 4,35 km², dân số năm 1999 là 6.279 người, mật độ dân số đạt 1.443 người/km².